# Vrgorsko gorje
A Vrgorsko gorje (magyarosan Vrgoraci-hegység) egy hegység Horvátországban, Dalmácia területén. A Dinári-hegység része. 

## Fekvése
Vrgorsko gorje a dalmáciai Biokovo-hegység hátterében húzódik. A hegység oltalma alatt fekszik Vrgorac városa. Ez a dalmát Zagora legkeletibb hegygerince Imotski és Vrgorac között, mert a part menti térség hasonló, keleti hegyei (mint a Zavelim 1346 m, a Bjelaštica 1396 m stb.) már Dél-Hercegovinában fekszenek.

## Éghajlata
A hegység területén változékony mediterrán éghajlat uralkodik. Ez az éghajlattípus elsősorban a dalmát Zagorára és más, az Adriai-tenger partjának közvetlen hátterében található területekre jellemző. A mediterrán éghajlati hatások csak részben jutnak el erre a vidékre. Ezek a hatások a Neretva völgyéből indulnak ki és a Jezero-, valamint Rastok-mezőkön keresztül jutnak el a hegységnek leginkább a keleti részeire. Hatásuk a hegység nyugati részein gyengül, legkevésbé a Šibenik és a Matokit északi hegyvidékén érvényesül. Vrgorac vidéke közepesen meleg, esős éghajlattal rendelkezik, amely a mérsékelt szélességi fokok nagy részén uralkodik. A leghidegebb téli hónap hőmérséklete általában magasabb, mint -3ºC és alacsonyabb, mint 18ºC. A száraz időszak a melegebb hónapokban van, a legkevesebb csapadékot jelentő hónap a július, átlagos havi mennyisége 38 mm, amely kevesebb, mint az év hideg része havi csapadékmennyiségének egyharmada. 

## Nevének eredete
A Vrgorsko gorje nevet először Alberto Fortis "Viaggio in Dalmazia" („Út Dalmácián keresztül”) útleírása említi, amelyet 1774-ben nyomtattak Velencében. A „Delle voragini di Coccorich; de´ laghi di Rastok, di Jezero, di Desna; e del fiume Trebisat” című fejezetben a következőképpen ír: „Le campange dominate dal monte di Vergoraz sono tutte soggete all´acqua... ", ami azt jelenti: "Az összes mező, amely felett a Vrgorsko gorje emelkedik a víznek van kitéve..." A Monte di Vergoraz fordítható Vrgorska planina néven is, de a horvát nyelv szellemében Vrgorsko gorje névvel fordítják, mert a Fortistól eltérően tudják, hogy három hegygerincből áll.
Annak ellenére, hogy a híres horvát himalájakutató Stipe Božić 1951-ben Zavojane faluban a hegy lábánál született, a hegymászás itteni hagyományának hiánya a Vrgorje régióban ennek a régi közös névnek eltűnését eredményezte. Így a gyakorlatban a Vrgorski gorje hegyláncainak külön nevét (Šibenik, Mihovil és Matokit) használják.

## Leírása
Dalmáciában a Dinári-hegység elágazik és több párhuzamos hegyláncban húzódik. A legmagasabb hegyvonulat az, amely a természetes határt alkotja Boszniával, és amely az Ilicából, a Dinarából, a Troglavból és a Kamešnicából áll. A parti hegyláncolatot a Mali Kozjak, a Mosor, az Omiška Dinara, a Biokovo és a Rilić alkotja. A dalmát hátországon keresztül húzódik egy harmadik hegylánc, amelyben a Vrgorsko gorje is található, és magában foglalja Prominát, a Mosećot és a Svilaját is.

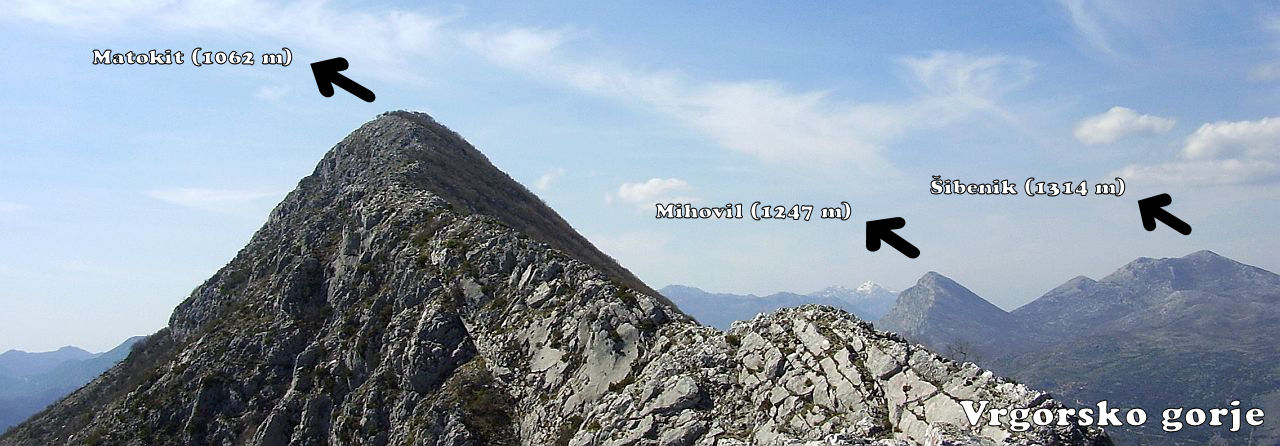
A Vrgorsko gorje három gerince:a Matokit, a Mihovil és a Šibenik

A vrgoraci régió domborzatát az északnyugati dombos és hegyvidéki terület, délkeleten pedig az alacsony és sík karsztmezők jellemzik. A Vrgorsko gorje a vrgoraci régió központi hegyvidéki területét képezi, amely 1000 méternél magasabb tengerszint feletti magaslatokból áll. Kiemelkednek méretükkel és magasságukkal a Veliki (1314 m) és Mali Šibenik, a Sveti Mihovil (1247 m), a Kruševica és a Matokit (1062 m) hegygerincei.
A Vrgorsko gorjét a Biokovo és a Rilić nyugati gerinceitől a Zabiokovo-völgy (a Ravča-Rašćane mély völgye) választja el. Ez a völgykatlan különösen jól látható a Župa Biokovska és a Vrgorsko polje közötti szakaszon. Északnyugaton összeköttetésben áll az Imotski Zabiokovlje területeivel. Természetes határként egy nagyobb völgy található Slivno és Krstatice települések, valamint a hatalmas Imotski mező területén. Keleten a Kruševica térségében található masszívum egy kis része, mely az államhatáron át Bosznia és Hercegovináig, a Tihaljina - Trebižat folyórendszerig, a déli területen pedig a Rastok-mezőig terjed. Délen ennek a területnek a határát képezik a Bunina- és a Vrgorsko polje-öblök, illetve a Matokit lábai, valamint legdélebbre a Gradina és Radovic magaslatok. Tágabb értelemben dél felé a Vrgorsko gorjét szurdokok választják el a Rilic-parti hegygerinctől a Susvid-csúccsal, a keleti határa pedig a Neretva-völgy.

## Vizei
A két éghajlati régió határán fekvő hegyes területen az esőzések ellenére nincsenek felszíni vízfolyások. A hegy mészkőszerkezete miatt a vizek gyorsan eltűnnek a szakadékokban, a víznyelőkben és a földalatti üregekben. A Vrgorsko gorje területének vízhálózata főleg a környező karsztmezőkhöz kapcsolódik. Az itteni vízfolyások nagyon különböznek egymástól, az állandótól az időszakosig. Ez a bonyolult hidrológiai helyzet aztán számos problémát okoz a mezők időszakos elárasztása formájában, amelyek a teljes mezőgazdasági kiaknázásuk során nagy problémát jelentettek. A hegység tágabb környezetének fő vízfolyása a Trebižat folyó, amely hatással van a Vrgorsko-mező hidrológiai jellemzőire is. Ez a folyó leginkább a tágabb terület északi részén vezeti el a felszíni és a talajvizeket. A folyó előbb Vrljika és Matica néven folyik át az Imotski-mezőn, majd eltűnik egy víznyelőben, majd Tihaljina és Mlade néven jelenik meg újra és végül Trebižatként, Čapljina közelében ömlik a Neretva folyóba. A Vrgorsko-mezőn az árvizek elvezetését szolgáló csatornák egész hálózata működik. Hasonlóképpen, a Rastok-mező területén is vízelvezető csatornát építettek egy alagúttal, amelyen keresztül a Rastok-ból vezetik le a vizet. A többi felszíni vízfolyások jelentéktelenek, főleg heves esőzések idején fordulnak elő. A Vrgorsko-mező fő forrásai a Kutac, a Kruška, a Butina, a Stinjevac, a Lukavac és a Vir. 

## Növényvilág
A hegység területén kétféle erdős terület található: a lombhullató növényzet szubmediterrán területe és a bükk hegyvidéki területe. A lombhullató szubmediterrán növényzet a Vrgorsko karsztterületének nagy részét lefedi. Az összetételében mutatkozó különbségek a magasságkülönbségtől függenek, ezért a lombhullató növényzet alacsonyabb övezetét a molyhos tölgy és a keleti gyertyán (Carpinetum orientalis) jellemzi, a magasabb részeken pedig a molyhos tölgy és a Seslerieto-Ostryetum klimatogén közösségeivel rendelkezik. A lombhullató növényzet alsó övén belül eumediterrán flóraelemek jelennek meg szubmediterrán lombhullató fajokkal keverve. A molyhos tölgy és keleti gyertyán közössége a domborzati viszonyoktól függően általában eléri a 600-700 méteres magasságot.
A bükk a Vrgorsko gorje térségében a legmagasabb helyeket foglalja el, kapcsolódva a molyhos tölgyek és a gyertyánok övezetéhez. A bükk a mediterrán éghajlati övhöz viszonyítva itt nagyon kis területeket foglal el. Az emberi tevékenység a múltban negatívan befolyásolta ezen erdők állapotát, ezért többnyire lepusztult állapotban vannak. E klimatogén közösség területén az uralkodó bükkön kívül egyedi fenyők jelennek meg. A bükkösök nem hoztak létre nagy telepeket, általában a mélyebb és árnyékosabb mélyedésekben húzódnak meg. 